# ریکا کاکیوا
ریکا کاکیوا (انگلیسی: Reika Kakiiwa؛ زادهٔ ۱۹ ژوئیهٔ ۱۹۸۹) بدمینتون‌باز اهل ژاپن است.